# Georgina Cisquella
Georgina Cisquella Passada (Barcelona, 20 de junio de 1954) es una periodista y guionista de documentales española.

## Biografía
Estudió Ciencias de la información y en 1975, cuando estaba en segundo de carrera empezó a trabajar como reportera del programa de TVE Cataluña Giravolt, un programa de reportajes estrenado en 1973 que se distinguió por el tratamiento de temas polémicos, y por su posicionamiento ideológico durante la Transición española conducido por el periodista Antoni Serra en el que también trabajaron periodistas como Rosa María Calaf o Mercè Remolí.
En 1976 colaboró en la película La ciudad quemada.
En 1979 fue despedida junto a todo el equipo de Giravolt por participar en una huelga y negarse a emitir el programa. 
De 1979 a 1982 participó en la creación de varios cortos-documentales: L'ajuntament de Barcelona (1979), Cada dona, un vot (1981), Feminisme (1982) y Minusvàlids (1982).
Regresó a televisión en 1982 tras el reconocimiento de que había sido un despido político. 
En 1996 presentó el programa de reportajes de TVE Informe semanal, sustituyendo temporalmente a Mari Carmen García Vela.
En 1999 participó con El Gran Wyoming y con Pere Joan Ventura en la dirección y el guion del reportaje Me estoy quitando, un documental sobre el mundo de la droga grabado en el barrio madrileño de La Rosilla financiado por Telecinco y la Asociación Madrid Positivo.
En 2002 participó en el guion del documental El efecto Iguazú, dirigido por Pere Joan Ventura sobre el campamento de los trabajadores de Sintel, en el Campamento de la Esperanza en el centro de Madrid que recibió el Premio a la mejor película documental en la XVII edición de los Premios Goya.
En octubre de 2004, dirigió el programa cultural Miradas 2 de 18 minutos de duración con información sobre cultura fuera de los circuitos comerciales tradicionales, un espacio que en 2006 se redujo a 10 minutos. Cisquella pasó entonces a dirigir La 2 Noticias presentando por Mara Torres.
De 2007 a 2009 dirigió Cámara abierta el primer programa dedicado a internet como plataforma de información, creación y comunicación, un espacio incluido inicialmente en La 2 Noticias.
En 2008 tras conocer al periodista Enrique Meneses, durante la realización de un reportaje para Cámara abierta, Cisquella empieza a gestar el documental Oxígeno para vivir, el relato de la vida del periodista a lo largo de un año y una reflexión sobre el pasado y el futuro de la profesión periodística estrenado en 2011 y que fue candidato a los Premios Goya.
En 2009 dejó Televisión Española al acogerse al Expediente de Regulación de Empleo.
En 2014 fue una de las impulsoras del documental Yo decido el tren de la libertad sobre la movilización del "El tren de la libertad" en contra de la reforma de la ley del aborto del Gobierno del Partido Popular que recibió el nombre de su impulsor, el Ministro de Justicia Alberto Ruiz-Gallardón. 
En 2015 participó como coguionista en el documental No estamos solos, dirigido por Pere Joan Ventura, un recorrido por diversos activismos cuyas imágenes fueron rodadas a lo largo de 2014. El documental se presentó en septiembre de 2015 en el Festival de Cine de San Sebastián fuera de concurso.

### Vida personal
Es hermana gemela de Anna Rosa Cisquella, quien está relacionada laboralmente con el mundo del teatro. Tenía otro hermano, el pintor y profesor universitario Josep Cisquella, que murió en 2010.

## Documentales
- 1979: L'ajuntament de Barcelona (12'). Codirectora con Pere Joan Ventura.
- 1977: Retorn del president Tarradellas. Coguionista con Francesc Betriu, J. Castells, Josep Maria Forn y J.M. López Llaví.
- 1981: Cada dona, un vot.
- 1982: Minusvàlids. Directora y guionista.
- 1982: Feminime (12´). Directora y guionista.
- 1999: Me estoy quitando. Con El Gran Wyoming, Pere Joan Ventura y la narración de Antonio Resines y María Barranco.
- 2003: El efecto Iguazú. Coguionista con Pere Joan Ventura.
- 2011: Oxígeno para vivir.
- 2014: Yo decido. El tren de la libertad. Como miembro del Colectivo de Mujeres Cineastas Contra la Reforma de la Ley del Aborto.
- 2015: No estamos solos. Coguionista con Pere Joan Ventura.
- 2018: Hotel Explotación: Las Kellys, donde que cuenta la lucha de las Kellys (camareras de hotel) por dignificar su profesión.
- 2024: Dónde vamos a vivir. Mujeres contra el desahucio. Documental sobre los problemas de vivienda en España y el papel de las mujeres para afrontar los miles de desahucios.[13]

## Premios
- 2003: El efecto Iguazú. Coguionista. Premio a la mejor película documental en los XVII edición de los Premios Goya.